# Agonum patinale
Agonum patinale är en skalbaggsart som beskrevs av Bates. Agonum patinale ingår i släktet Agonum och familjen jordlöpare. Inga underarter finns listade i Catalogue of Life.